# 资本外流
資本外流或資金外流，当资本流出非正常时（包括流出规模或渠道未被政府准确掌握时，前者的例子有出口低报、走私等，后者的例子有资本项下的资本混入经常项下流出等）又称资本外逃，通常指的是在一國家或區域內發生的大規模資本流出，是國際投資市場上發生的現象之一。

經濟學上定義的資本外流有分長期或短期兩種，當一國發生短期資本外流時，對於在該國進行投資的投資人來說是致命的，因他們所持有的資產價格將會被低估，進而造成損失及不必要的風險。
資本外流也會影響匯率，當一國發生資本外流時，其貨幣將會貶值，長期而言該國的進口成本將會上升。若在短期之內發生劇烈的資本外流，甚至可能發生中央銀行或者國內其他銀行所持有的外幣儲備枯竭的情形，嚴重的甚至會導致進一步的危機。詳見亞洲金融危機。

## 短期資本外流
短期內的資本外流可能肇因於單一事件造成的市場衝擊，例如經濟政策轉向、政局不穩、經濟危機或戰爭等。一旦市場波動擾亂了投資者對於本國國內資產的價值評估，若是投資者高估該事件所帶來的投資風險，或者帶來的風險太大而難以估算，便有可能發生短期的資本外逃，這種資本外逃往往是非常劇烈的。

## 長期資本外流
長期的資本外流則可能肇因於國內投資環境的惡化，或者是投資環境相對變差，此時投資者將會將資本移轉至國外進行投資，造成長期資本外流。
像是亞洲金融危機的爆發，就有人認為是肇因於中國進行改革開放，導致原本投資於東南亞諸國的外國資本轉移到中國，在東南亞諸國造成資本流出。
進一步造成各國央行持有的外匯水平下降，不足以維持貨幣匯率平穩所導致。但一般肇因於投資環境改變的例子不會使用「資本外逃」形容，而是以「資本外流」來描述，避免「外逃」字面上所帶有的恐慌含意。

## 非法資本外逃
也有的例子顯示在一些開發中國家，或者是貪腐較為嚴重的地區，貪腐的所得往往會被以較特殊的、未經監控的手段流出國外，造成另一種形式的資本外逃。
這些國內資本的持有者可能因為獲取資本的手法不當，或者違背了所在國的法令，因此往往會將資金利用種種管道轉移至國外，避免不法資金被追回。
例如中國曾發生過大規模的資本流出，1997年是364.74億美元，1998年是386.37億美元，1999年238.3億美元。2000年480億美元，而同期的外商對中國的實際投資額才407億美元。而在2011年发布的一份《我国腐败分子向境外转移资产的途径及监测方法研究》研究中，报告透露“从上世纪九十年代中期以来，外逃各级干部人数达16000至18000人，携带款项为8000亿元人民币”。不过而后该报道被中国金融网宣布不实。
這些資本流出除了因為當時的中國對於私產權的保障仍未完全，造成投資人將資本匯出以規避風險之外，也有官員及犯罪集團利用各種手段轉移貪污或不法所得出境的可能。

對於不法所得轉移的手法，詳見洗錢。

## 資本外逃金额最大的国家
根据国际货币基金组织2013年发布的相关统计资料整理而成，其数据受到较多国家官方质疑，无相关来源佐证，仅供参考。

括号内，为一国年均资本流失总额，单位为美元，包括合法与非法的资本外逃。
- 极多：中国3075亿、印度2928亿、美国2723亿
- 多：俄罗斯1937亿
- 较多：墨西哥1732亿、法国1727亿、土耳其1692亿、日本1639亿、印尼1629亿、马来西亚1627亿、韩国1613亿、瑞典1609亿、西班牙1606亿

注：
- 中国、印度——因本国经济犯罪分子和职务犯罪分子携款逃往境外而造成逃非法资本外流数额最庞大的两个国家。其外逃地主要为东南亚地区。
- 美国——因避税而外流资本最庞大的国家。
- 墨西哥——因套利性洗钱而造成资本外流数额最庞大的国家。

## 外部連結
- 日元升值蕭條